# Febrifuguina
La febrifuguina es un alcaloide quinazolónico aislado originalmente de la hierba china Dichroa febrifuga. También están presentes en las plantas del género Hydrangea.[α]=D25 = +6° (c = 0.5 en cloroformo); [α]D25 = +28° (c = 0.5 en etanol). 
La febrifuguina presenta propiedades antimaláricas y su derivado halogenado ha sido utilizado en medicina veterinaria como coccidiostático.